# Ettore Fregoso

Stemma Fregoso

Ettore Fregoso (Verona, ... – Agen, 10 febbraio 1552) è stato un religioso e letterato italiano, appartenuto al ramo veneto della famiglia Fregoso.

## Biografia
Era figlio minore di Cesare Fregoso e di Costanza Rangoni.
Dopo l'assassinio del padre nel 1541 per ordine di Carlo V, la madre Costanza si rifugiò, insieme ai figli e a Matteo Bandello, prima a Venezia e poi in Francia a Bazens, ospiti del re Francesco I. Ad Agen, Ettore ricevette una accurata educazione umanistica da parte del Bandello e di Giulio Cesare Scaligero.
La famiglia sfruttò i legami con il re di Francia Enrico II, per ottenere per il Bandello, nel 1550, la carica di vescovo di Agen, riservando però la metà delle rendite a Ettore, al tempo fanciullo e promesso vescovo.
Ettore morì nel 1552 e Bandello rassegnò le dimissioni da vescovo nel 1555. La successione nel vescovato toccò al fratello di Ettore, Giano, eletto vescovo di Agen il 23 gennaio.

## Ascendenza
|                                                            |                                                                              |                                                                               | Genitori                                   |  |  | Nonni |  |  | Bisnonni                              |  |  | Trisnonni                                      |  |
|                                                            |                                                                              |                                                                               |                                            |  |  |       |  |  | Tommasino Fregoso, signore di Sarzana |  |  | Giano Fregoso, doge della Repubblica di Genova |  |
|                                                            |                                                                              |                                                                               |                                            |  |  |       |  |  | Tommasino Fregoso, signore di Sarzana |  |  | Giano Fregoso, doge della Repubblica di Genova |  |
|                                                            |                                                                              | Violante Brando                                                               |                                            |  |  |       |  |  | Tommasino Fregoso, signore di Sarzana |  |  |                                                |  |
| Giano Fregoso, doge della Repubblica di Genova             |                                                                              |                                                                               |                                            |  |  |       |  |  | Tommasino Fregoso, signore di Sarzana |  |  |                                                |  |
|                                                            |                                                                              | Caterina Malaspina                                                            | Azzone Malaspina, marchese di Mulazzo      |  |  |       |  |  |                                       |  |  |                                                |  |
|                                                            |                                                                              | Caterina Malaspina                                                            | Azzone Malaspina, marchese di Mulazzo      |  |  |       |  |  |                                       |  |  |                                                |  |
|                                                            |                                                                              | Caterina Malaspina                                                            | …                                          |  |  |       |  |  |                                       |  |  |                                                |  |
| Cesare Fregoso                                             |                                                                              | Caterina Malaspina                                                            |                                            |  |  |       |  |  |                                       |  |  |                                                |  |
|                                                            |                                                                              | Giampaolo da Leca                                                             | …                                          |  |  |       |  |  |                                       |  |  |                                                |  |
|                                                            |                                                                              | Giampaolo da Leca                                                             | …                                          |  |  |       |  |  |                                       |  |  |                                                |  |
|                                                            |                                                                              | Giampaolo da Leca                                                             | …                                          |  |  |       |  |  |                                       |  |  |                                                |  |
| Aldobella da Leca                                          |                                                                              | Giampaolo da Leca                                                             |                                            |  |  |       |  |  |                                       |  |  |                                                |  |
|                                                            |                                                                              | …                                                                             | …                                          |  |  |       |  |  |                                       |  |  |                                                |  |
|                                                            |                                                                              | …                                                                             | …                                          |  |  |       |  |  |                                       |  |  |                                                |  |
|                                                            |                                                                              | …                                                                             | …                                          |  |  |       |  |  |                                       |  |  |                                                |  |
| Ettore Fregoso                                             |                                                                              | …                                                                             |                                            |  |  |       |  |  |                                       |  |  |                                                |  |
|                                                            | Guido I Rangoni, conte di Castel Crescente, Borgo franco e Punta di Bomporto | Jacopino Rangoni, conte di Castel Crescente, Borgo franco e Punta di Bomporto |                                            |  |  |       |  |  |                                       |  |  |                                                |  |
|                                                            | Guido I Rangoni, conte di Castel Crescente, Borgo franco e Punta di Bomporto | Jacopino Rangoni, conte di Castel Crescente, Borgo franco e Punta di Bomporto |                                            |  |  |       |  |  |                                       |  |  |                                                |  |
|                                                            | Guido I Rangoni, conte di Castel Crescente, Borgo franco e Punta di Bomporto | Fina Buzzacarini                                                              |                                            |  |  |       |  |  |                                       |  |  |                                                |  |
| Niccolò Maria Rangoni, signore di Spilamberto e Cordignano | Guido I Rangoni, conte di Castel Crescente, Borgo franco e Punta di Bomporto |                                                                               |                                            |  |  |       |  |  |                                       |  |  |                                                |  |
|                                                            |                                                                              | Giovanna Boiardo                                                              | Feltrino Boiardo, conte di Scandiano       |  |  |       |  |  |                                       |  |  |                                                |  |
|                                                            |                                                                              | Giovanna Boiardo                                                              | Feltrino Boiardo, conte di Scandiano       |  |  |       |  |  |                                       |  |  |                                                |  |
|                                                            |                                                                              | Giovanna Boiardo                                                              | Guiduccia da Correggio                     |  |  |       |  |  |                                       |  |  |                                                |  |
| Costanza Rangoni                                           |                                                                              | Giovanna Boiardo                                                              |                                            |  |  |       |  |  |                                       |  |  |                                                |  |
|                                                            |                                                                              | Giovanni II Bentivoglio, signore di Bologna                                   | Annibale I Bentivoglio, signore di Bologna |  |  |       |  |  |                                       |  |  |                                                |  |
|                                                            |                                                                              | Giovanni II Bentivoglio, signore di Bologna                                   | Annibale I Bentivoglio, signore di Bologna |  |  |       |  |  |                                       |  |  |                                                |  |
|                                                            |                                                                              | Giovanni II Bentivoglio, signore di Bologna                                   | Donnina Visconti                           |  |  |       |  |  |                                       |  |  |                                                |  |
| Bianca Bentivoglio                                         |                                                                              | Giovanni II Bentivoglio, signore di Bologna                                   |                                            |  |  |       |  |  |                                       |  |  |                                                |  |
|                                                            |                                                                              | Ginevra Sforza                                                                | Alessandro Sforza, signore di Pesaro       |  |  |       |  |  |                                       |  |  |                                                |  |
|                                                            |                                                                              | Ginevra Sforza                                                                | Alessandro Sforza, signore di Pesaro       |  |  |       |  |  |                                       |  |  |                                                |  |
|                                                            |                                                                              | Ginevra Sforza                                                                | …                                          |  |  |       |  |  |                                       |  |  |                                                |  |
|                                                            |                                                                              | Ginevra Sforza                                                                |                                            |  |  |       |  |  |                                       |  |  |                                                |  |

## Omaggi poetici e letterari
Il poeta Matteo Bandello ha dedicato a Ettore Fregoso la Novella XLIX della Seconda parte (1554).
Gilles Corrozet, poeta francese, ha dedicato a Ettore La grammaire Italienne, 1549.